# Vendelin
Vendelin je moško osebno ime.

## Izvor imena
Ime Vendelin izhaja iz nemškega imena Wendelin, ki je starovisokonemška manjšalnica imena Wendel, oziroma je ime Vendelin različica imena Vendel.

## Pogostost imena
Po podatkih Statističnega urada Republike Slovenije  na dan 31. decembra 2007 v Sloveniji ni bilo moških nosilcev imena Vendelin, oziroma je bilo to ime uporabljeno manj kot petkrat.

## Osebni praznik
V koledarju je 20. oktobra sveti Vendelin, nemški opat, ki je umrl leta 617.